# La Croix-Avranchin
La Croix-Avranchin är en kommun i departementet Manche i regionen Normandie i norra Frankrike. Kommunen ligger i kantonen Saint-James som tillhör arrondissementet Avranches. År 2018 hade La Croix-Avranchin 440 invånare.

## Befolkningsutveckling
Antalet invånare i kommunen La Croix-Avranchin
| Referens: INSEE |